# اللغات الجودية
اللغات الجودية أو الجويدية وهي اللغات التي تتكلمها الشعوب الغيلية في إيرلندا واسكتلندا وجزيرة مان وتنقسم إلى فرعين وهما اللغات السلتية واللغات البريتانية وهي من ضمن اللغات الهندية الأوروبية.